# Olyokma

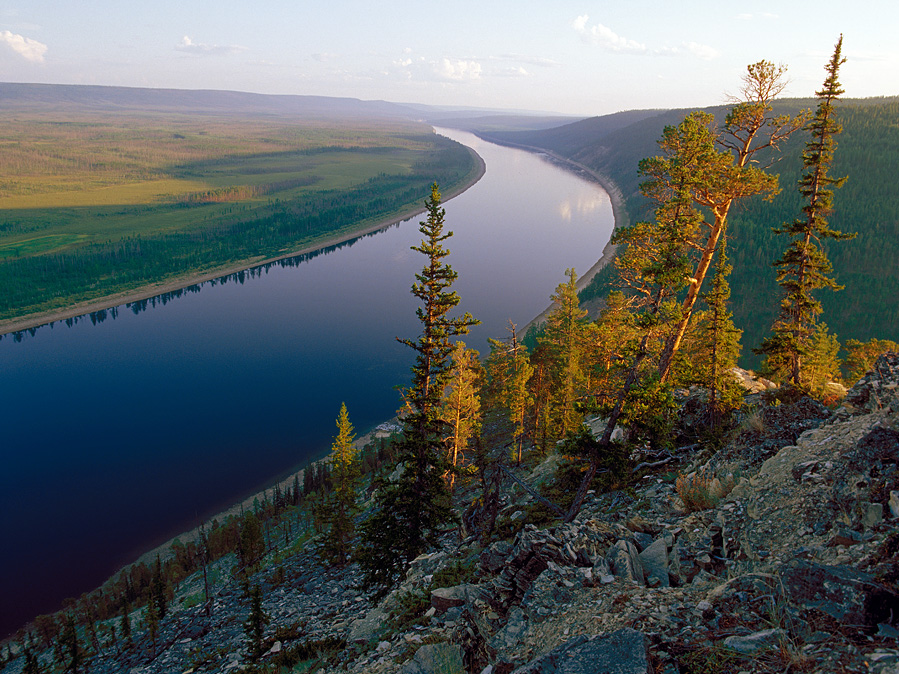

Olyokma (tiếng Nga: Олёкма) là một chi lưu của sông Lena tại miền đông Siberia. Phía tây là sông Vitim, phía nam là sông Shilka và sông Amur và phía đông là thượng du sông Aldan. Chi lưu hữu ngạn của sông là Tungur, đóng vai trò chuyên chở hàng hóa đến Shilka. Yerofey Khabarov đã dùng tuyến đường thủy này để đi từ Lena đến Amur. Các chi lưu khác là sông Nyukzha và Chara.
Sông có chiều dài xấp xỉ 820 mi (1.320 km). Olyokma khởi nguồn từ phía nam dãy núi Yablonovy, phía tây Mogocha. Sông chảy về hướng bắc qua vùng địa hình biệt lập trước khi hợp vào Lena gần Olyokminsk.